# Таврическое магометанское духовное правление
Таврическое магометанское духовное правление — высший орган духовной власти мусульман в Таврической области.

## История
Ещё в манифесте Российской императрицы Екатерины II «О принятии полуострова Крымского, острова Тамань и всей Кубанской стороны, под Российскую Державу» от 8 апреля 1783 года и более позднего указа от 28 июня того же года, говорилось о необходимости

«… определить надлежащее не скудное содержания мечетям и служащим в оных школах их и на другие тому подобные полезные дела».
Таврическое магометанское духовное правление было создано именным указом императрицы Екатерины II от 23 января 1794 года.
Этим же указом назначался его глава — муфтий. Первым муфтием Правления стал крымский кади-эскер Сейт-Мехмет эфенди.
23 декабря 1831 года император Николай I утвердил «Положение о таврическом магометанском духовенстве и подлежащих ведению его делах», которым был утвержден и его первоначальный штат. Этот документ сохранял традиционную для Крыма наследственную корпоративность мусульманского духовенства.
Под духовную юрисдикцию Правления были поставлены мусульмане западных губерний: Виленской, Волынской, Гродненской, Ковенской, Курляндской и Минской.
В дальнейшем по вопросам мусульман Крыма был принят ряд правовых актов, важнейшими из которых стали следующие (в хронологической последовательности):
- «О разделах имений между наследниками таврических магометан и об учреждении опек над малолетними» от 22 декабря 1833 года[4],
- «О порядке производства в Таврическом магометанском духовном правлении дел о неповиновении родителям» от 30 октября 1834 года[5],
- «О магометанском духовенстве в Таврической губернии» от 28 мая 1848 года[6].
- «Об утверждении штата Таврического магометанского духовного правления» от 24 мая 1904 года[7].

По переписи 1835 года в Крыму числились: 1 муфтий, 1 кади-эскер, 5 кадиев, 454 хатиба, 1113 имамов, 931 муэдзин, 103 мударриса, 201 аджи (гочи).
После массовой эмиграции крымских татар после Крымской войны на территорию Османской империи и уменьшению числа населённых пунктов к 1914 году на полуострове действовало уже только 729 мечетей, а численность духовенства сократилась более чем в пять раз и составила 942 человека. 